# Ingeborg Bolz
Ingeborg Bolz, auch Ingeborg Maurer, (geboren als Ingeborg Augenstein 14. September 1921 in Köln; gestorben 7. September 2001 in Lohmar) war eine deutsche Ethnologin und Kustodin.

## Leben
Ingeborg Augenstein war die Tochter eines höheren Beamten. Während des Krieges heiratete sie, ihr Mann fiel noch vor der Geburt ihres Sohnes, den sie allein aufzog. Später heiratete sie einen Bonner Arzt. Bolz-Augenstein studierte Ethnologie, Vorgeschichte und Kunstgeschichte an der Universität Köln und arbeitete schlecht bezahlt als Volontärin am Rautenstrauch-Joest-Museum. Sie wurde 1958 mit einer Dissertation über Gabon bei Martin Heydrich und Heinz Ladendorf promoviert. Sie wurde Kustodin der Amerika-Abteilung des Rautenstrauch-Joest-Museums und später Oberkustodin. Bolz-Augenstein gestaltete Ausstellungen in Köln und beschaffte Leihgaben bei Reisen nach Mexiko und Guatemala.

## Schriften (Auswahl)
- Ingeborg Bolz-Augenstein, Ernst Thiele: Kunst und Kultur der Hethiter: eine Ausstellung des Deutschen Kunstrates e. V. und des Rautenstrauch-Joest-Museums der Stadt Köln; 7. Januar – 19. März 1961. Wallraf-Richartz-Museum, Köln 1961.
- Ingeborg Bolz: Arte colombiano. Rautenstrauch-Joest-Museum, Köln 1962.
- Ingeborg Bolz-Augenstein: Schätze aus dem Irak: von der Frühzeit bis zum Islam; Ausstellung in der Akademie der Künste vom 14. Februar bis 28. März 1965. Greven & Bechtold, Köln 1965.
- Ingeborg Bolz: Zur Kunst in Gabon: stilkritische Untersuchungen an Masken und Plastiken des Ogowe-Gebietes. In: Ethnologica. N.F., 3, S. 86–221. Hochschulschrift Köln, Univ., Diss., 1965.
- Ingeborg Bolz-Augenstein: Kunst der Maya: aus Staats- und Privatbesitz der Republik Guatemala; eine Ausstellung im Wallraf-Richartz-Museum zu Köln, 5. Juli bis 25. September 1966. Greven & Bechtold, Köln 1966.
- Ingeborg Bolz: Indianer Nordamerikas: Schätze des Museum of the American Indian Heye Foundation, New York; eine Ausstellung in der Kunsthalle zu Köln 1. Juli bis 1. Oktober 1969 / Rautenstrauch-Joest-Museum der Stadt Köln. Hang, Köln 1969.
- Ingeborg Bolz-Augenstein; Hans-Dietrich Disselhoff: Werke präkolumbischer Kunst: Mesoamerika und Peru. Mann, Berlin 1970.
- Inge Bolz-Augenstein, Klaus Bußmann: Alt-Peru: die Sammlung Kemper; Landesmuseum Münster 5. 3. 1972 – 9. 4. 1972. Landesmuseum für Kunst und Kulturgeschichte, Münster 1972.
- Ingeborg Bolz: Kunst aus Mexiko: von den Anfängen bis zur Gegenwart; 8. Mai bis 18. August 1974 in Villa Hügel, Essen. Bongers, Recklinghausen 1974.
- Ingeborg Bolz: Sammlung Ludwig, Altamerika. Bongers, Recklinghausen 1975.
- Ingeborg Bolz: Meisterwerke altindianischer Kunst. Bongers, Recklinghausen 1975.
- Ingeborg Maurer: Das Lächeln Mexikos : Tonfiguren aus d. zentralen Veracruz ; 6. März – 4. Mai 1980. Rautenstrauch-Joest-Museum, Köln 1980.